# ARM Cortex-X4
Az ARM Cortex-X4 az Arm vállalat által tervezett, a TCS23 platformban leleplezett X-sorozatú processzormag-modell, az ARM Cortex-X3 utódja.
Az X-sorozatú CPU-magok általában a nagy teljesítményre összpontosítanak és párosíthatóak más magokkal a családon belül, 
például ARM Cortex-A720 és/vagy ARM Cortex-A520 magokkal egy klaszterben, 
vagy Arm Immortalis-G720 grafikus processzorral.

## Architekturális változások azARM Cortex-X3processzorhoz képest
A processzorban a következő változtatásokat valósították meg:
- makroművelet (MOP) gyorsítótár: megszüntetve (korábban 1,5 k bejegyzés)
- dekódolási szélesség: 10 utasítás
- átnevezés / kiküldés szélessége: 10 (növelve a korábbi 8-ról)
- átrendezőpuffer (reorder buffer, ROB): 384 bejegyzés (a korábbi 320-ról)
- végrehajtási portok: 21 (a korábbi 15-ről)
- futószalaghossz: 10 (a korábbi 9-ről)
- max. 2 MiB saját L2 gyorsítótár (a korábbi 1 MiB-ról)
- DSU-120[5]
  - max. 14 mag (12 magról)
  - max. 32 MiB megosztott L3 gyorsítótár (a korábbi 16 MiB-ról)
- architektúra: ARMv9.2

A teljesítményre vonatkozó állítások:
- 15%-os csúcsteljesítmény-javulás a Cortex-X3-hoz képest az okostelefonokban (3,4 GHz, 2 MiB L2, 8 MiB L3)[3]
- 13%-os IPC-növekedés a Cortex-X3-hoz képest, azonos processzor, órajel és L3 gyorsítótár-beállítás mellett (más néven ISO-folyamat), (bár van eltérés a megadott L2 méretekben: 2 MiB és 1 MiB az X3-ban)[3]

## Architekturális összehasonlítás
| mikroarchitektúra                            | Cortex-A78     | Cortex-X1       | Cortex-X2       | Cortex-X3       | Cortex-X4   |
| -------------------------------------------- | -------------- | --------------- | --------------- | --------------- | ----------- |
| max. órajelfrekvencia                        | ~3,0 GHz       | ~3,0 GHz        | ~3,0 GHz        | ~3,25 GHz       | ~3,4 GHz    |
| dekódolási szélesség                         | 4              | 5               | 5               | 6               | 10          |
| kiküldés                                     | ciklusonként 6 | 8 / ciklus      | 8 / ciklus      | 8 / ciklus      | 10 / ciklus |
| végrehajtás alatt álló utasítások max. száma | 2×160          | 2×224           | 2×288           | 2×320           | 2×384       |
| L0 (MOP bejegyzés)                           | 1536           | 3,072           | 3,072           | 1536            | nincs       |
| L1-utasítás + L1-adat                        | 32+32 KiB      | 64+64 KiB       | 64+64 KiB       | 64+64 KiB       | 64+64 KiB   |
| L2                                           | 128–512 KiB    | 512 KiB – 1 MiB | 512 KiB – 1 MiB | 512 KiB – 1 MiB | 0,5 – 2 MiB |
| L3                                           | 0–8 MiB        | 0–8 MiB         | 0–16 MiB        | 0–16 MiB        | 0–32 MiB    |
| architektúra                                 | ARMv8.2        | ARMv8.2         | ARMv9           | ARMv9           | ARMv9.2     |

## Alkalmazás
- MediaTek Dimensity 9300[10]

## Fordítás
Ez a szócikk részben vagy egészben  az   ARM Cortex-X4 című angol Wikipédia-szócikk ezen változatának fordításán alapul.  Az eredeti cikk szerkesztőit annak laptörténete sorolja fel. Ez a jelzés csupán a megfogalmazás eredetét és a szerzői jogokat jelzi, nem szolgál a cikkben szereplő információk forrásmegjelöléseként.